# Arsenal WFC
Az Arsenal Women Football Club egy angol női labdarúgócsapat, melyet 1987-ben alapítottak Arsenal Ladies Football Club néven, mint az Arsenal FC női szakosztálya. Az angol női labdarúgás legsikeresebb egyesülete. Az 1991 óta zajló angol női labdarúgó-bajnokságban 15 alkalommal diadalmaskodott (12 alkalommal a ma már másodosztályú bajnoksággá minősített FA Women's Premier League bajnoka és 3-szor az FA WSL trófea tulajdonosa). 14 kupa, 15 ligakupa és 5 szuperkupa mellett egy-egy Bajnokok Ligája és UEFA-kupa-győzelemmel is büszkélkedhet.

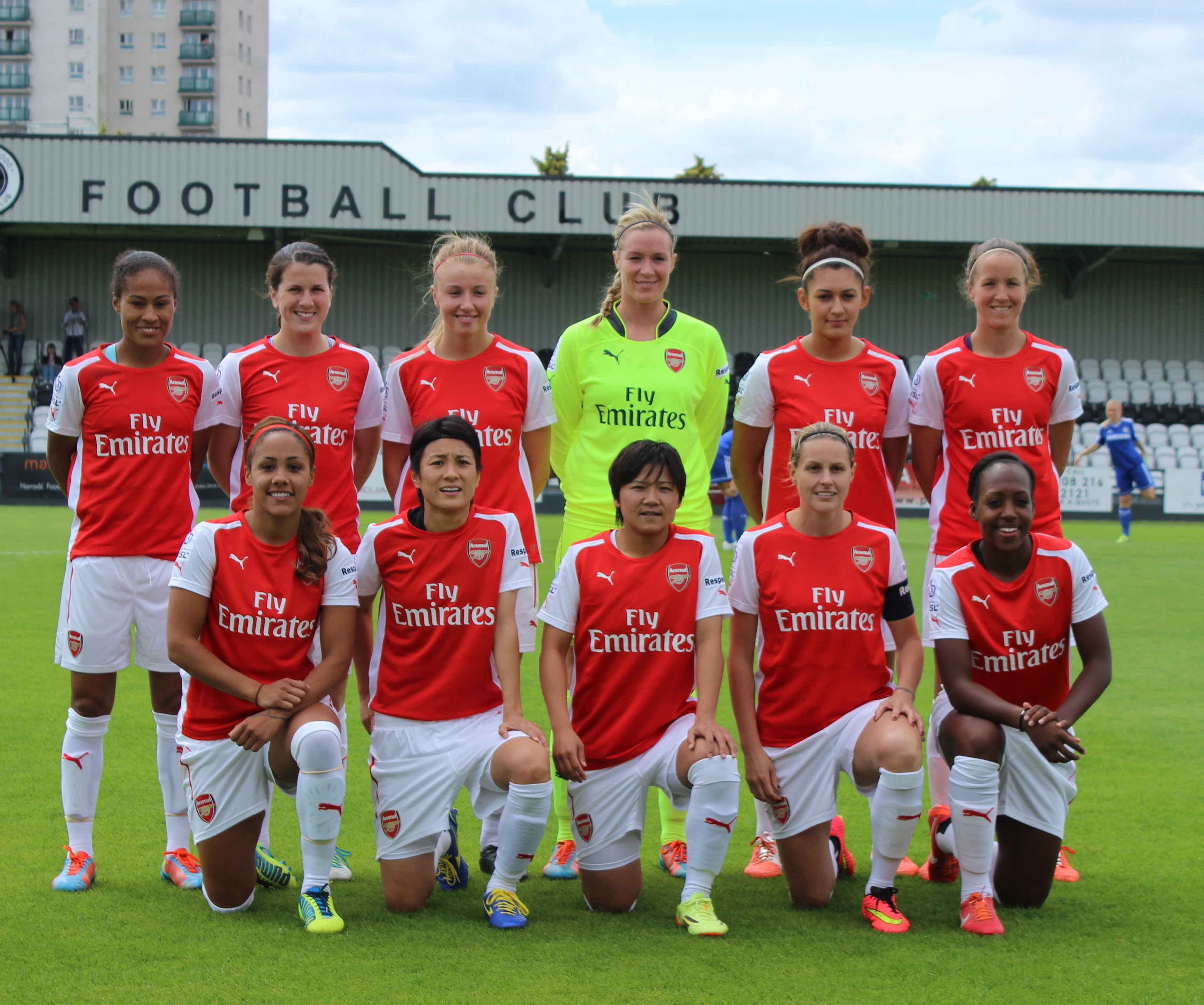
Kezdő felállás a Chelsea ellen 2014-ben.
Felső sor, balról: Rachel Yankey, Niamh Fahey, Leah Williamson, Emma Byrne, Jade Bailey, Casey Stoney.
Alsó sor, balról: Alex Scott, Kinga Jukari, Óno Sinobu, Kelly Smith, Danielle Carter.

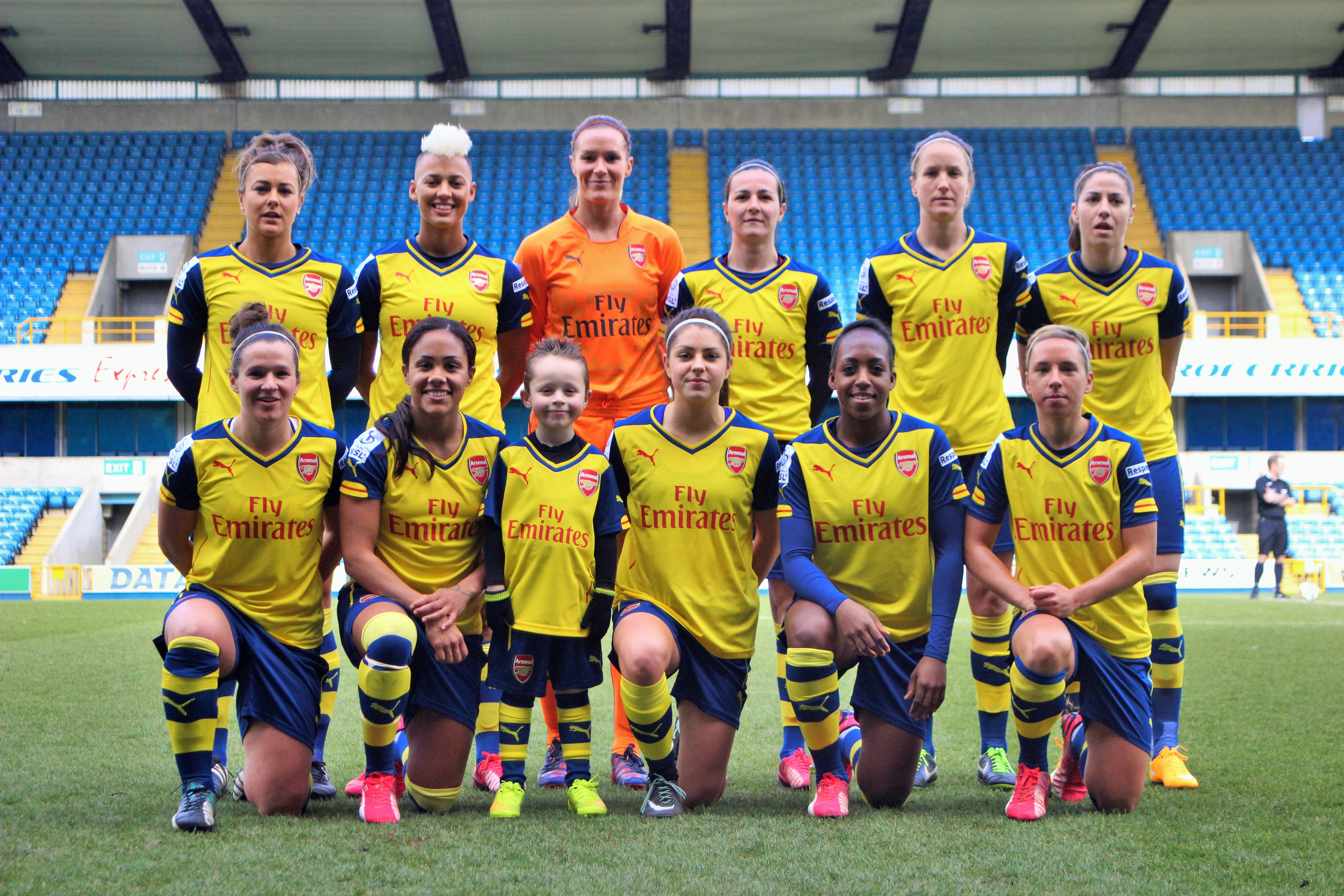
A Millwall ellen 2015. március 22-én.
Felső sor, balról: Jemma Rose, Lianne Sanderson, Emma Byrne, Natalia Pablos, Casey Stoney, Vicky Losada.
Alsó sor, balról: Emma Mitchell, Alex Scott, Carla Humphrey, Danielle Carter, Jordan Nobbs.

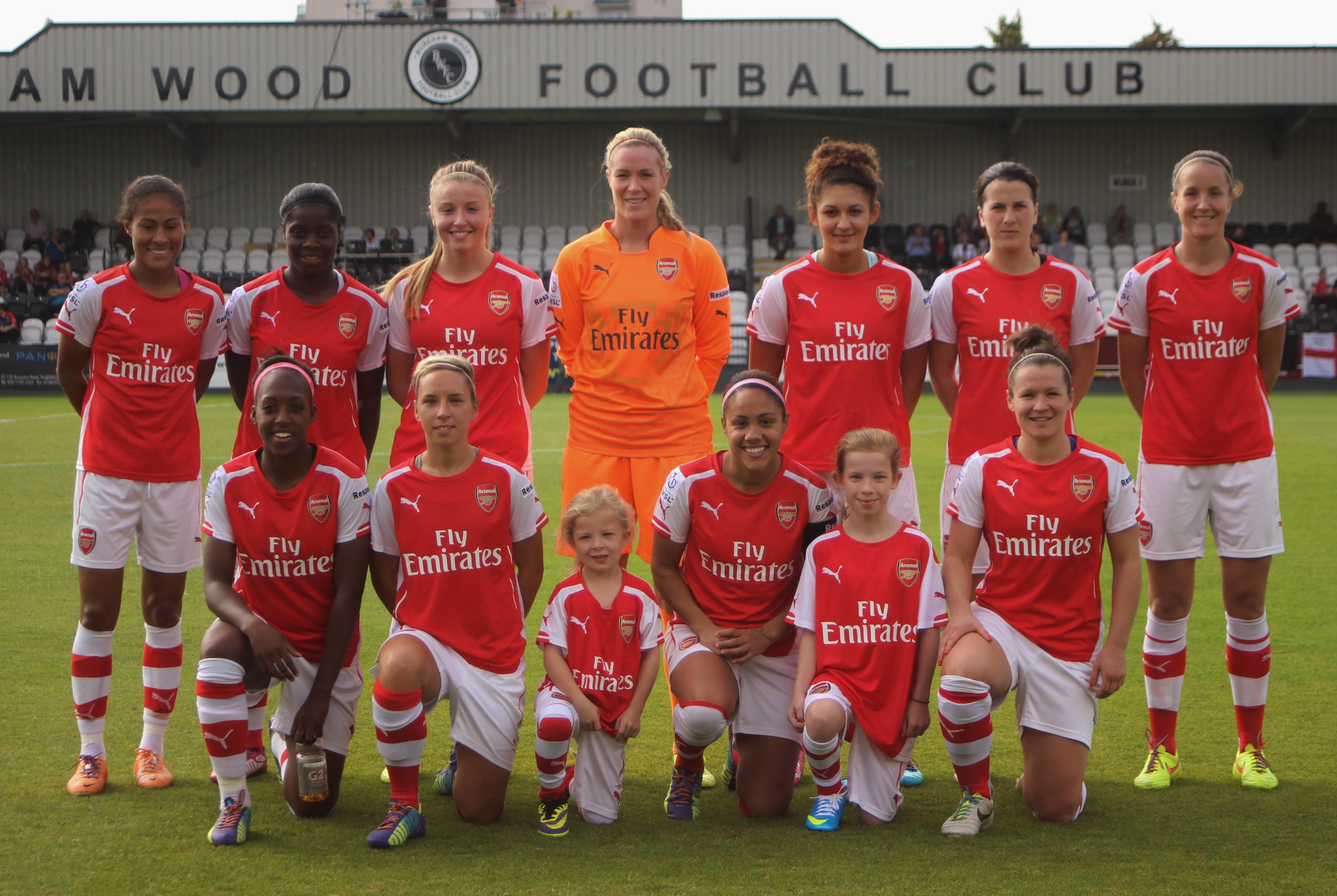
2016-os bajnoki mérkőzésen a Notts County ellen.
Felső sor, balról: Rachel Yankey, Freda Ayisi, Leah Williamson, Emma Byrne, Jade Bailey, Niamh Fahey, Casey Stoney.
Alsó sor, balról: Danielle Carter, Jordan Nobbs, Alex Scott, Emma Mitchell.

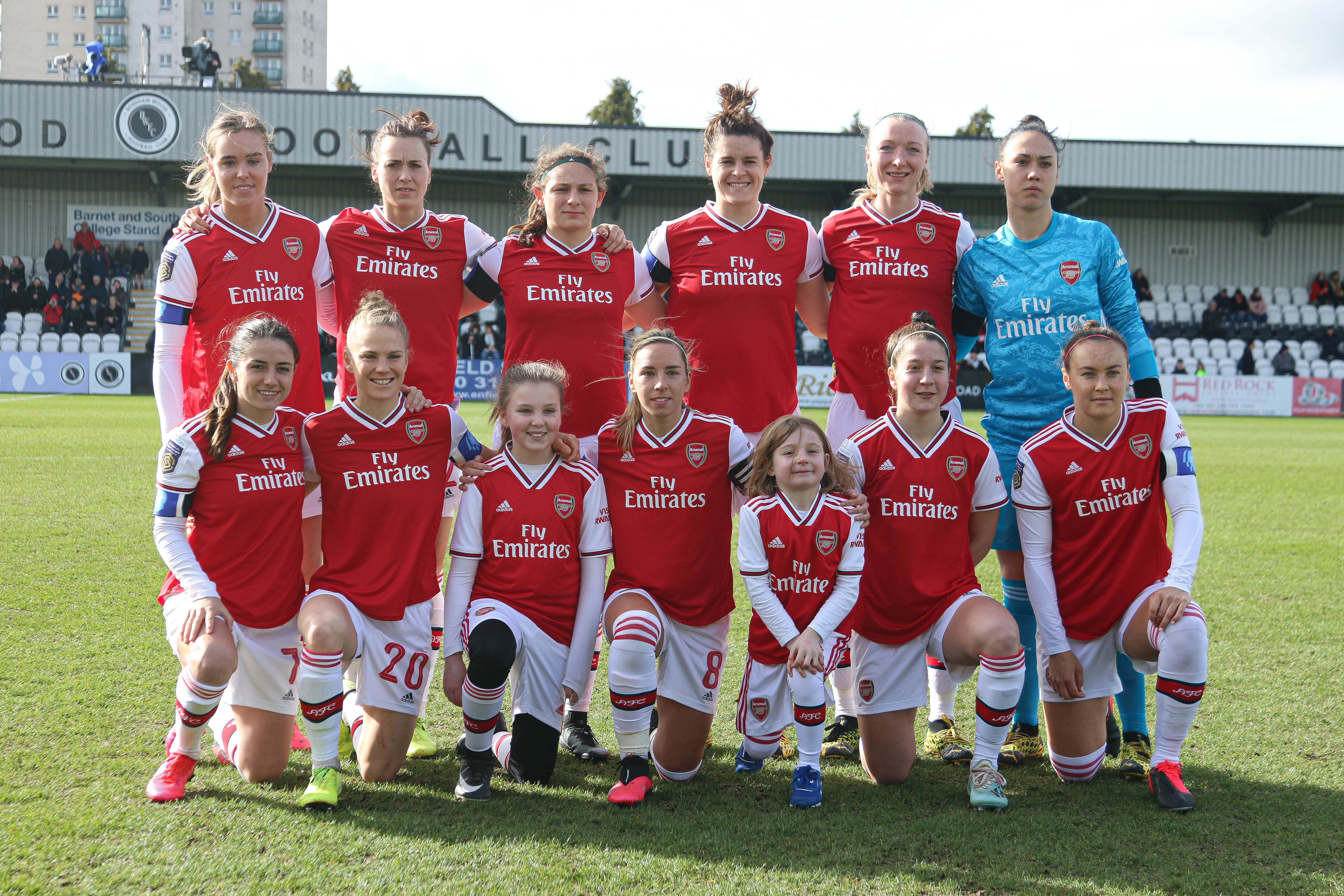
A 2020. február 23-i Lewes elleni kupamérkőzés kezdő felállása.
Felső sor, balról: Jill Roord, Viktoria Schnaderbeck, Melisa Filis, Jennifer Beattie, Louise Quinn, Manuela Zinsberger.
Alsó sor, balról: Daniëlle van de Donk, Leonie Maier, Jordan Nobbs, Ruby Grant, Caitlin Foord.

## Stadion
A csapat bajnoki, valamint nemzetközi mérkőzéseit a Boreham Wood FC pályáján, a Meadow Parkban játssza.

## Sikerlista
Angol bajnok (15):
- FA Women's Super League (3): 2011, 2012, 2018-19
- FA Women's Premier League (12): 1992–93, 1994–95, 1996–97, 2000–01, 2001–02, 2003–04, 2004–05, 2005–06, 2006–07, 2007–08, 2008–09, 2009–10

 Angol kupagyőztes (14):
- 1992–93, 1994–95, 1997–98, 1998–99, 2000–01, 2003–04, 2005–06, 2006–07, 2007–08, 2008–09, 2010–11, 2012–13, 2013–14, 2015–16

 Angol ligakupa-győztes (17):
- FA Women's League Cup (7): 2011, 2012, 2013, 2015, 2018, 2023, 2024
- FA Women's Premier League Cup (10): 1991–92, 1992–93, 1993–94, 1997–98, 1998–99, 1999–00, 2000–01, 2004–05, 2006–07, 2008–09

 Angol szuperkupa-győztes (5):
- FA Women's Community Shield (5): 2000 (megosztva), 2001, 2005, 2006, 2008

 Bajnokok Ligája (1):
- 2024–25

 UEFA-kupa (1):
- 2006–07

## Játékoskeret
2024. augusztus 13-tól
| #  |     | Poszt | Név                  |
| -- | --- | ----- | -------------------- |
| 1  | AUT | K     | Manuela Zinsberger   |
| 14 | NED | K     | Daphne van Domselaar |
| 40 | ENG | K     | Naomi Williams       |
| 2  | USA | V     | Emily Fox            |
| 3  | ENG | V     | Lotte Wubben-Moy     |
| 5  | ESP | V     | Laia Codina          |
| 6  | ENG | V     | Leah Williamson      |
| 7  | AUS | V     | Steph Catley         |
| 11 | IRL | V     | Katie McCabe         |
| 26 | AUT | V     | Laura Wienroither    |
| 28 | SWE | V     | Amanda Ilestedt      |
| 10 | SCO | KP    | Kim Little           |
| 12 | NOR | KP    | Frida Maanum         |

| #  |     | Poszt | Név                  |
| -- | --- | ----- | -------------------- |
| 13 | SUI | KP    | Lia Wälti            |
| 21 | NED | KP    | Victoria Pelova      |
| 22 | DEN | KP    | Kathrine Møller Kühl |
| 32 | AUS | KP    | Kyra Cooney-Cross    |
| 56 | ENG | KP    | Freya Godfrey        |
| 8  | ESP | CS    | Mariona Caldentey    |
| 9  | ENG | CS    | Beth Mead            |
| 16 | SWE | CS    | Rosa Kafaji          |
| 17 | SWE | CS    | Lina Hurtig          |
| 19 | AUS | CS    | Caitlin Foord        |
| 23 | ENG | CS    | Alessia Russo        |
| 25 | SWE | CS    | Stina Blackstenius   |
| 59 | ENG | CS    | Michelle Agyemang    |

### Kölcsönben
| #  |     | Poszt | Név                                                  |
| -- | --- | ----- | ---------------------------------------------------- |
| 29 | ENG | V     | Teyah Goldie (kölcsönben a London City Lionessesnél) |

## Korábbi híres játékosok
| - Anita Ashante - Debbie Bampton - Laura Bassett - Karen Carney - Danielle Carter - Katie Chapman - Laura Coombs - Pauline Cope - Gemma Davison - Gilly Flaherty - Steph Houghton - Lauren James - Chloe Kelly - Anna Moorhouse - Jordan Nobbs - Anna Patten - Mary Phillip - Alex Scott - Kelly Smith - Marieanne Spacey - Casey Stoney - Jodie Taylor - Chioma Ubogagu - Ellen White - Faye White | - Fara Williams - Sian Williams - Rachel Yankey - Tobin Heath - Heather O'Reilly - Rafaelle Souza - Janni Arnth - Katrine Veje - Sarah Bouhaddi - Pauline Peyraud-Magnin - Daniëlle van de Donk - Anouk Hoogendijk - Dominique Janssen - Vivianne Miedema - Jill Roord - Sari van Veenendaal - Emma Byrne - Niamh Fahey - Ciara Grant - Ruesha Littlejohn - Louise Quinn - Yvonne Tracy - Rebecca Spencer - Ivabucsi Mana - Kinga Jukari | - Óno Sinobu - Sabrina D’Angelo - Cloé Lacasse - Josephine Henning - Tabea Kemme - Leonie Maier - Asisat Oshoala - Viktoria Schnaderbeck - Jen Beattie - Lisa Evans - Kim Little - Suzanne Grant - Emma Mukandi - Caroline Weir - Marta Corredera - Vicky Losada - Natalia Pablos - Malin Gut - Noëlle Maritz - Amber Hearn - Angharad James - Hayley Ladd - Jayne Ludlow |